# Celeste Star
Celeste Star (født 28. december 1985 i Pomona, Californien), er en amerikansk pornoskuespiller.

## Priser
- 2006 – AVN Award nomineret – Bedste sex scene
- 2007 – AVN Award nomineret – Bedste solo sex scene
- 2008 – AVN Award nomineret – Bedste solo sex scene
- 2011 – AVN Award nomineret – Bedste gruppe sex scene